# 247 Eukrate
Eucrante o 247 Eukrate è un asteroide della fascia principale del diametro medio di circa 134,43 km. Scoperto nel 1885, presenta un'orbita caratterizzata da un semiasse maggiore pari a 2,7401264 UA e da un'eccentricità di 0,2443597, inclinata di 24,99143° rispetto all'eclittica.
Il suo nome è dedicato a Eucrante, nella mitologia greca, una ninfa delle nereidi.